# Zio Petros e la congettura di Goldbach
Zio Petros e la congettura di Goldbach è un romanzo scritto nel 1992 da Apostolos Doxiadis.
La trama del libro ruota intorno alla vita di un enigmatico matematico e la sua scelta di risolvere la congettura di Goldbach, la quale enuncia:
(Congettura di Goldbach)
Christian Goldbach formulò questa congettura alla corte dello zar, come tutore dello zar erede. Nel libro però non appare solo il nome di Goldbach, ma anche di altri scienziati più o meno importanti come Eulero, Carl Friedrich Gauss, Godfrey Harold Hardy, John Edensor Littlewood, Alan Turing, Srinivasa Ramanujan, Pitagora, Pierre de Fermat, Bernhard Riemann e il matematico indispensabile per lo svolgimento della vicenda: Kurt Gödel, autore del teorema dell'incompletezza. 

## Trama
(Incipit)
Petros Papachristos era ritenuto dai fratelli minori un modello da evitare, “il prototipo del fallito” addirittura, forse per gelosia o forse per il fatto che secondo loro avesse gettato via il suo genio matematico per rincorrere l'impossibile. La vita matematica di Petros inizia quando il padre, industriale greco, lo porta all'università di Monaco per verificare il suo genio da Costantin Caratheodory, matematico tedesco. Il ragazzino mostra subito un'eccellente predisposizione alla matematica, ed è proprio qui che viene a contatto con la congettura di Goldbach. Si laurea anticipatamente in matematica all'università di Berlino, e nello stesso periodo conosce l'amata Isolde. Successivamente si trasferisce nel Regno Unito, dove conosce i matematici Hardy, Littlewood e Ramanujan, collaborando con loro.
A stravolgere la situazione è l'arrivo dell'offerta della cattedra a Monaco, incarico meno importante di quello britannico; ma Petros accetta ugualmente e decide di iniziare a lavorare alla congettura di Goldbach.
Petros decide di risolvere la Congettura per entrare a far parte del grande libro della matematica e per dimostrare alla perduta Isolde il suo valore.
In realtà Monaco era il luogo ideale dove vivere isolati poiché lontano dai grandi centri matematici (Londra, Parigi, Berlino, Gottinga). Dopo anni di lavoro senza frutti, Petros passa al metodo dei fagioli (il metodo elementare) e giunge a un importante risultato intermedio, che preferisce non divulgare per non avvantaggiare qualcun altro e per non rivelare l'oggetto del suo studio. Successivamente giunge a un risultato ancora più importante e decide di pubblicarlo. Lo invia a Hardy, la cui risposta è tuttavia deludente: la stessa scoperta era stata già pubblicata da un giovane matematico austriaco. Petros cade allora nella depressione più profonda, in bilico fra l'esaurimento e la paura che il suo genio potesse svanire. La matematica inizia a entrare anche nei suoi sogni e spesso questi sogni si trasformano in incubi. Al Trinity College però viene a conoscenza da un giovane matematico di nome Alan Turing dell'esistenza del teorema dell'incompletezza della matematica.
Ritornato a Monaco riprende i suoi studi con superficialità, demoralizzato dalla possibilità dell'indimostrabilità della congettura, trovando conforto nel gioco degli scacchi. Dopo un sogno decide di imporsi che la congettura è indimostrabile. Per cause politiche viene rimpatriato e si stabilisce a Ekali, paesino vicino ad Atene, dove si dedica agli scacchi. Dopo anni di inattività instaura un rapporto con il nipote, il narratore, che vorrebbe diventare un matematico. Il ragazzo frequenta l'università negli Stati Uniti d'America e conosce Sammy, con cui discute della strana vita matematica di Petros. Sammy ha una teoria tutta sua: Esopo dopo tutto era Greco, “la volpe non riuscendo a cogliere un grappolo d'uva decide che non era maturo”. Petros, non riuscendo a dimostrare la congettura decise che era indimostrabile. Il nipote tornato a casa per dedicarsi all'industria di famiglia va a trovare più volte lo zio condividendo con lui la passione per gli scacchi. Un giorno però il nipote prediletto cerca di estrapolare la verità allo zio e risveglia in lui lo spirito del matematico. Nel cuore della notte il nipote viene svegliato dalla chiamata dell'anziano zio che afferma di aver risolto la congettura.

## Personaggi principali
I due personaggi principali dell'opera sono Petros Papachristos e il nipote, nonché voce narrante del romanzo. Petros Papachritos fin da ragazzo dimostra di avere grandi propensioni per la matematica e diventa, nella narrazione, uno dei più grandi matematici del 900. Ci viene presentato dal nipote con degli occhi chiari “occhi infossati che esprimevano gentilezza, quella corporatura magra, che deriva da una vita frugale e fisicamente attiva”. Questa breve descrizione ci fa comprendere le caratteristiche che ha acquisito nella vecchiaia, un carattere mite, gentile verso le altre le persone, sebbene vivesse in solitudine, con gli altri, utilizzava sempre il massimo della correttezza e la massima educazione. La corporatura magra evidenzia la sua semplice vita dedita alla coltivazione del suo piccolo orto e il costituirsi della sua alimentazione formata quasi unicamente dai prodotti della sua terra. Zio Petros è però, nello stesso tempo un uomo misterioso che incarna la figura del ricercatore matematico che si estranea dalla società per dedicarsi unicamente alla sua ricerca, per la scienza più sublime e precisa: la matematica. Anche se per un breve periodo nella sua vita provò gioia nel fare l'insegnante e nell'avere una vita sociale durante gli incontri di scacchi, proprio grazie alla nascita di questa nuova passione destinata con il tempo a sostituire la matematica, diventando a sua volta un qualcosa di ossessivo. Petros è, infatti, sin da ragazzo disinteressato dai giochi dei suoi fratellini immedesimato unicamente nella matematica, e anche successivamente si rivela il suo rifiuto dalla vita sociale e il suo rifiuto dell'amore per una donna, perché il suo unico amore è la matematica. Zio Petros è un amico dei numeri interi: riconosce immediatamente 199, 457 o 1009 come numeri primi. Per zio Petros, i numeri interi sono entità animate, ciascuno con la propria personalità. Addirittura, affollano anche i suoi tormenti notturni e tra gli incubi ricorrenti, vi è 2100, un numero immensamente grande, impersonato da due ragazze con le lentiggini e le iridi scure, che lo fissano con il ghigno beffardo dell'amante respinta. Scorgendo nei numeri, forse, quell'umanità che rifiuta di trovare nelle persone. Petros quindi rappresenta colui che utilizza tutte le sue forze per raggiungere il suo obiettivo, tutta la sua vita, tutta la sua reputazione, quindi è un personaggio caparbio ma anche eccentrico, che vuole in tutti i modi ottenere il suo scopo, cioè essere il migliore, e per farlo deve dimostrare una congettura non ancora dimostrata perché nella matematica, secondo il protagonista, “o si è primi o non si è nulla”. E a causa del suo amore per la matematica diventa addirittura sadico oltre che egoista, quando, venendo a conoscenza della morte di Srinivasa Ramanujan, un altro grande matematico, un suo “avversario”, Petros ne sembrava addirittura felice. Petros però, oltre a personificare lo stereotipo del ricercatore distaccato dalla società che impiega le sue capacità per scoprire un mistero della matematica, è anche visto agli occhi di tutti come un fallito, un uomo che ha sprecato la sua vita utopisticamente. In famiglia, infatti, viene sempre descritto come "il ritratto del fallito”, colui che “commise il più grave dei peccati [...] gettò perle ai porci”, ma nonostante ciò suo nipote prediletto è affascinato dalla sua figura misteriosa di eroe romantico.
Il nipote, anch'egli è un ragazzo molto dotato. Anche se, inizialmente avendo pur sempre un'alta media scolastica, prova una certa indifferenza verso la matematica, ma affascinato dallo zio inizia una profonda passione per essa. Lo stesso autore che odiava la matematica e che iniziò ad amarla solo dopo l'intervento di un professore in gamba. Inizialmente il personaggio desiderò dedicarsi alla matematica, ma poi spaventato dalla storia dello zio e da ciò che può provocare la matematica decise di abbandonarla per seguire le orme del padre nel settore economico. Proprio come l'autore che dopo essere stato selezionato in un'importante università decise di abbandonare la matematica perché spaventato da quest'ultima.
Oltretutto questo personaggio rappresenta lo studente che, affascinato dai misteri, che la matematica può celare, cerca in tutti i modi di scoprire quello che si nasconde dietro di essa e dietro lo zio, dietro la sua ricerca, la sua vita, rappresenta cioè lo studente affascinato da un personaggio eroico, come Petros. Dopo la prova, a cui lo zio lo sottopose però, iniziò a covare un profondo odio verso di lui, ma successivamente lo invade il desiderio di scoprire il motivo per cui abbandonò la sua ricerca. Quindi il nipote rappresenta colui che vuole evidenziare il fallimento dello zio per fargli superare quel momento, diventa, al termine del libro, in un certo senso uno psicologo che da un lato, vuole aiutare lo zio e dall'altro ricerca obiettivi personali, ma che facendo fin troppo bene il suo lavoro provoca nello zio il risveglio della passione passata: la matematica e la congettura di Goldbach. Cosa che poi genera una svolta definitiva nella storia.

## Personaggi secondari
- Padre del protagonista: ci viene presentato dal narratore stesso come un uomo sicuro di sé e delle proprie scelte di vita. Quest'ultimo, e il fratello Anargyros giocano un ruolo molto importante, sia per quanto riguarda la presentazione del fratello Petros, che nell'indagine stessa attuata dal figlio per delineare la personalità di Petros. Da uomo affermato e commerciante di una grande azienda greca ritiene infatti che Petros sia lo stereotipo del fallito perché non si è posto un obiettivo raggiungibile come invece bisogna fare. Ci viene presentato quindi dal narratore come un uomo che si gode la vita negli aspetti più mondani, estremamente materialista, disprezzante del fratello per non aver utilizzato in modo adeguato una così eccelsa genialità.

- Sammy Epstein: studente universitario, alto magro, di origine americana, possiede eccezionali doti in matematica e che convince lo stesso narratore a frequentare l'analoga facoltà e lasciare quella di economia. Questo personaggio, da un lato, rappresenta lo studente modello che non è diventato pazzo per la matematica, ma dimostra una grande umanità nell'aiutare l'amico, e dall'altro ha un importante ruolo nella connotazione negativa dello zio Petros. Inizialmente attribuisce a Petros la figura dell'impostore che falsamente afferma di lavorare sulla congettura, in quanto in realtà ha perso le sue doti matematiche, perché nota che non esistono opere pubblicate da Petros, ed è impossibile che un matematico che cerca di arrivare a un obiettivo non faccia scoperte intermedie; inoltre alla fine utilizzerà la stessa affermazione del padre, secondo la quale nella vita bisogna porsi obiettivi raggiungibili, e in questo Petros ha pienamente fallito.

- Isolde: agiata ragazza tedesca, attraente, unico amore della vita di Petros, anche se può essere considerata una comparsa, in realtà svolge un ruolo molto importante nell'inizio della storia: fornisce indirettamente a Petros le motivazioni, a parte l'orgoglio e l'animo competitivo, per avviare la sua ricerca matematica, per conquistare quella gloria che gli avrebbe permesso di renderla felice e orgogliosa del suo amante e che forse gli avrebbe permesso di sposarla.

- Godfrey Harold Hardy, John Edensor Littlewood e Srinivasa Ramanujan: Hardy e Littlewood, famosi matematici britannici del novecento, rappresentano al contrario di Petros i ricercatori moderni che in gruppi, e non lavorando isolatamente, indagano su determinati problemi senza ossessionarsi su un'unica congettura come stava cercando di fare Petros. I due hanno un ruolo nella ricerca di Petros come del resto anche Srinivasa Ramanujan, dotato matematico indiano morto precocemente per tubercolosi, contrapponendosi spesso ai metodi utilizzati da Petros, ma essi sono importanti anche per la vita dello stesso narratore, che, quando decide di allontanarsi dalla matematica prende in esempio le vite di Ramanujian e Hardy che tentarono più volte il suicidio, e di Littlewood, l'unico ad avere una vita privata che potesse essere considerata normale.

- Alan Turing e Kurt Gödel: Alan Turing, presentato come un giovane atletico, essendo egli effettivamente noto per essere stato un grande maratoneta, ha un ruolo estremamente importante nella ricerca di Petros perché lo mette a conoscenza del teorema dell'incompletezza di Gödel, teorema che si pone quale termine ultimo alla speranza di dimostrare la congettura di Goldbach, il contrario secondo Isolde che per lei era l'inizio. Gödel inoltre lascia nel narratore un'immagine ancora più indelebile della biografia dei precedenti matematici e dello zio: l'immagine di un matematico un tempo così intelligente che ora però, sull'orlo della pazzia, crede di stare in punto di morte e per rimediare e mantenere il suo cuore caldo utilizza tantissime coperte ma alla fine non vedendo risultati smette di mangiare lasciandosi letteralmente morire.

## Edizioni
- Apostolos Doxiadis, Zio Petros e la congettura di Goldbach, traduzione di E. Capriolo, collana I grandi tascabiliª ed., Milano, Bompiani, 2001,  p. 141.